# Montes Teneriffe

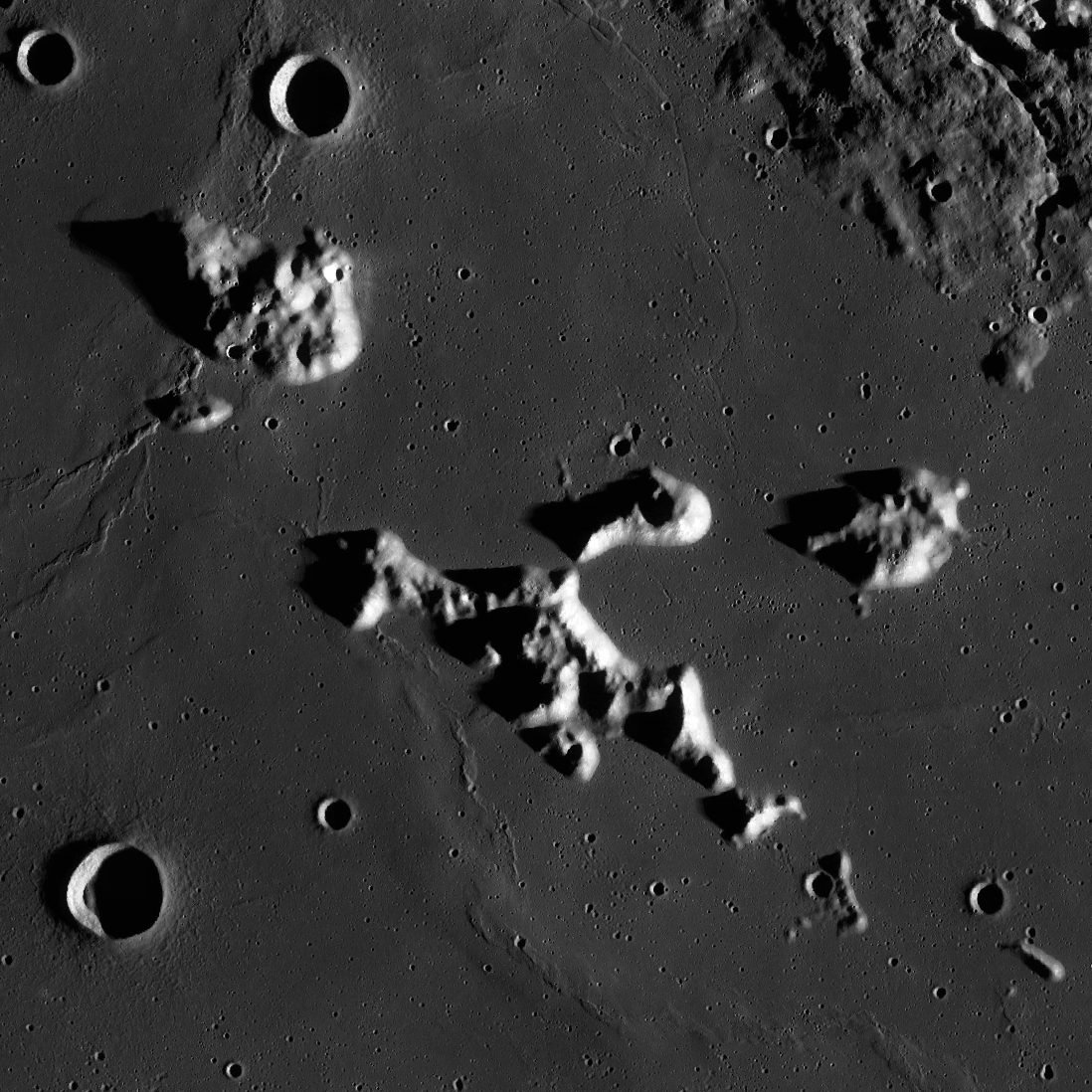
Montes Teneriffe

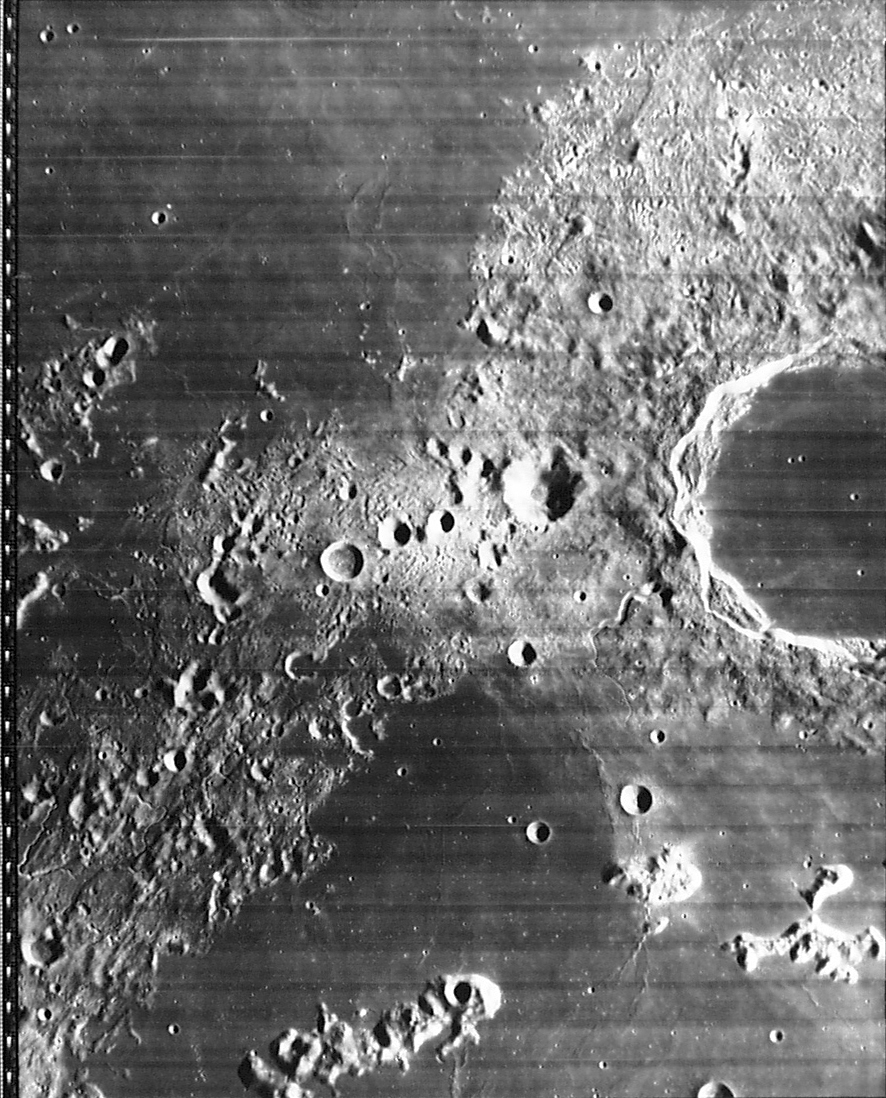
Montes Teneriffe (v pravém spodním rohu fotografie), Montes Recti (rovné pohoří dole uprostřed) a část velkého kráteru Plato (vpravo uprostřed).

Montes Teneriffe je nevelké pohoří jihozápadně od kráteru Plato v severní části Mare Imbrium (Moře dešťů) na přivrácené straně Měsíce. Je dlouhé přibližně 110 km a výška vrcholů dosahuje 2 400 m. Střední selenografické souřadnice jsou 47,9° S, 13,2° Z. Montes Teneriffe bylo pojmenováno podle Tenerife, největšího ze sedmi Kanárských ostrovů v Atlantském oceánu.
Jihovýchodně leží osamělá hora Mons Pico, západně pohoří Montes Recti. Montes Teneriffe tvoří společně s pohořími Montes Recti, Montes Spitzbergen a horou Mons Pico trosky vnitřního valu kotliny Mare Imbrium.